# Джон Медіна
Джон Медіна (англ. John Medina) — молекулярний біолог-еволюціоніст, що займається вивченням генів, що беруть участь в розвитку мозку. 
Тричі визнавався найкращим викладачем у різних університетах США.
Директор Центру вивчення мозку при Тихоокеанському університеті Сієтла (Seattle Pacific University), керівник відділення біоінженерії медичної школи при Університеті штату Вашингтон (Washington State University).
Займався приватним консультуванням, діагностикою проблем психічного здоров'я працівників бізнес-сектора та державних дослідницьких закладів.
Бестселер «Правила розвитку мозку дитини» англ. «Brain Rules for Baby: How to Raise a Smart and Happy Child from Zero to Five» Джона Медіни перекладений українською Тетяною Рабчак і виданий видавництвом «Наш Формат» в 2015.

## Книги
- "Brain Rules for Baby: How to Raise a Smart and Happy Child from Zero to Five". Pear Press (October 12, 2010). ISBN 978-0979777752
- Brain Rules: 12 Principles for Surviving and Thriving at Work, Home, and School. Seattle, WA: Pear Press, 2008. ISBN 978-0979777707
- The Outer Limits of Life. Nashville: Oliver-Nelson, 1991. ISBN 978-0840791146
- Depression: How it happens, How it's healed ISBN 978-1572241008
- What You Need to Know About Alzheimer's. Oakland, CA: New Harbinger Publications, 1999.  ISBN 978-1572241275
- The Clock of Ages: Why We Age, How We Age, Winding Back the Clock. Cambridge: Cambridge University Press, 1996. ISBN 978-0521462440
- The Genetic Inferno: Inside the Seven Deadly Sins
- Uncovering the Mystery of AIDS
- Of Serotonin, Dopamine and Antipsychotic Medications
- Медіна, Джон Правила розвитку мозку дитини / пер. з англ. Тетяна Рабчак. — К.: Наш Формат, 2016. — 320 с. — ISBN 978-617-7279-86-9